# Los Saicos
A Los Saicos perui garázsrock zenekar. 1964-ben alakultak a limai Lincében. Hangzásuk miatt egyesek a punk rock úttörőinek tartják őket. A hatvanas években egy rövid ideig országuk egyik legnépszerűbb együttesének számítottak. Zenéjükben a surf és a garázsrock műfajok keverednek, amely a punk rock mozgalomra is hatással volt. 1966-ban feloszlottak, majd 2006-ban újból összeálltak.

## Története
Az együttes Lima Lince nevű körzetében alakult. Erwin Flores gitáros-énekes, és Francisco Guevara dobos alapították, akik akkor még középiskolások voltak. Megkértek Roland "El Chino" Carpio-t, hogy csatlakozzon hozzájuk, mint gitáros, és César "Papi" Castrillón-t is meghívták, akit megtanítottak basszusgitáron játszani. Az együttes megpróbált énekest találni, és meghallgatásokat tartottak, de senkit nem találtak megfelelőnek. Így Erwin Flores és "Papi" Castrillón lettek at énekesek. Eleinte "Los Sádicos" volt a nevük, de nem sokkal később Los Saicos-ra változtatták.  A név egyszerre utalás a Seiko órára és Alfred Hitchcock klasszikus Psycho című thrillerére.
Először főleg helyi klubokban léptek fel. Egyszer felléptek a Tauro moziban is, teltházas közönség előtt. Így felkeltették a Perui Zenei Újságírók Szövetségének figyelmét is.  1965-ben a tévében is feltűntek, melynek hatására a "hét legjobbjainak" választották őket, és lemezszerződési ajánlatot is kaptak.
1965-ös "Demolición" című daluk az év egyik legnagyobb slágerének számított.
1966-ra népszerűségük csökkenni kezdett, és a zenekart is megviselte a folytonos aktivitás, így ebben az évben feloszlottak.
2011-ben dokumentumfilm készült róluk.

## Diszkográfia
- Wild Teen-Punk From Peru 1965 (1999)
- Saicos (2006)
- ¡Demolición! - The Complete Recordings (2010)

## Tagok

### 1964–1966
- Erwin Flores - ének, ritmusgitár
- Rolando "El Chino" Carpio - gitár
- César "Papi" Castrillón - basszusgitár, ének
- Pancho Guevara - dob, ének